# László Polgár (enseignant d'échecs)
Pour les articles homonymes, voir László Polgár.
Dans le nom hongrois Polgár László, le nom de famille précède le prénom, mais cet article utilise l’ordre habituel en français László Polgár, où le prénom précède le nom.
László Polgár, né en 1946 à Gyöngyös en Hongrie, est un enseignant d'échecs et pédagogue. Il est le père de trois filles, les trois sœurs Polgár —  Zsuzsa, Zsófia et Judit — qu'il a élevées pour devenir des championnes des échecs.
Il est également considéré comme un théoricien pionnier de l'éducation des enfants, qui croit que « le génie est acquis, pas inné ». L'expérience de Polgár avec ses filles a été qualifiée « d'une des expériences les plus étonnantes de l'histoire de l'éducation humaine...». Ses détracteurs l'ont décrit comme « un Dr Frankenstein » et ses admirateurs comme « un Houdini », note Peter Maas dans le Washington Post en 1992.

## Biographie
László Polgár vient d'une famille juive hongroise. Son père Ármin Protyovin travaille au Service du Travail hongrois et sa mère Bella est une survivante des camps de concentration nazis. Ses grands-parents ont été assassinés au camp de concentration d'Auschwitz. László est élevé religieusement et voulait à l'origine devenir rabbin. En 1956, sa mère émigre en Occident avec la sœur cadette de László, tandis qu'il reste avec son père à Budapest. Il suit des cours du soir en pédagogie, psychologie et espéranto.
Il épouse Klára Alberger en 1967. Sa première fille Zsuzsa (Zsuzsana) naît le 19 avril 1969, Zsófia en 1974 et Judit en 1976. Zsuzsa devient, à l'âge de 17 ans, la première femme à se qualifier pour le championnat du monde d'échecs. Zsófia, la moins performante des trois, est un temps classée la 6e meilleure joueuse au monde. Elle décide d'arrêter de jouer et de poursuivre ses études en peinture et en design d'intérieur et devient mère et femme au foyer. Judit va devenir la meilleure joueuse d'échecs de l'Histoire. Elle est la première joueuse féminine de janvier 1989 à août 2014 et elle atteint la 8e place au classement mondial en juillet 2005 avec un Elo de 2 735.
En 1988, László obtient une reconnaissance nationale et internationale aux Olympiades d'échecs, lorsque ses trois filles âgés de 19, 14 et 12 ans remportent le tournoi pour la Hongrie contre l'équipe soviétique. L'année d'après, en 1989, il publie Nevelj zsenit! (en français Comment élever un génie) suivi de plusieurs ouvrages sur les échecs, dont Chess : 5334 Problems, Combinations, and Games.

## L'expérience pédagogique

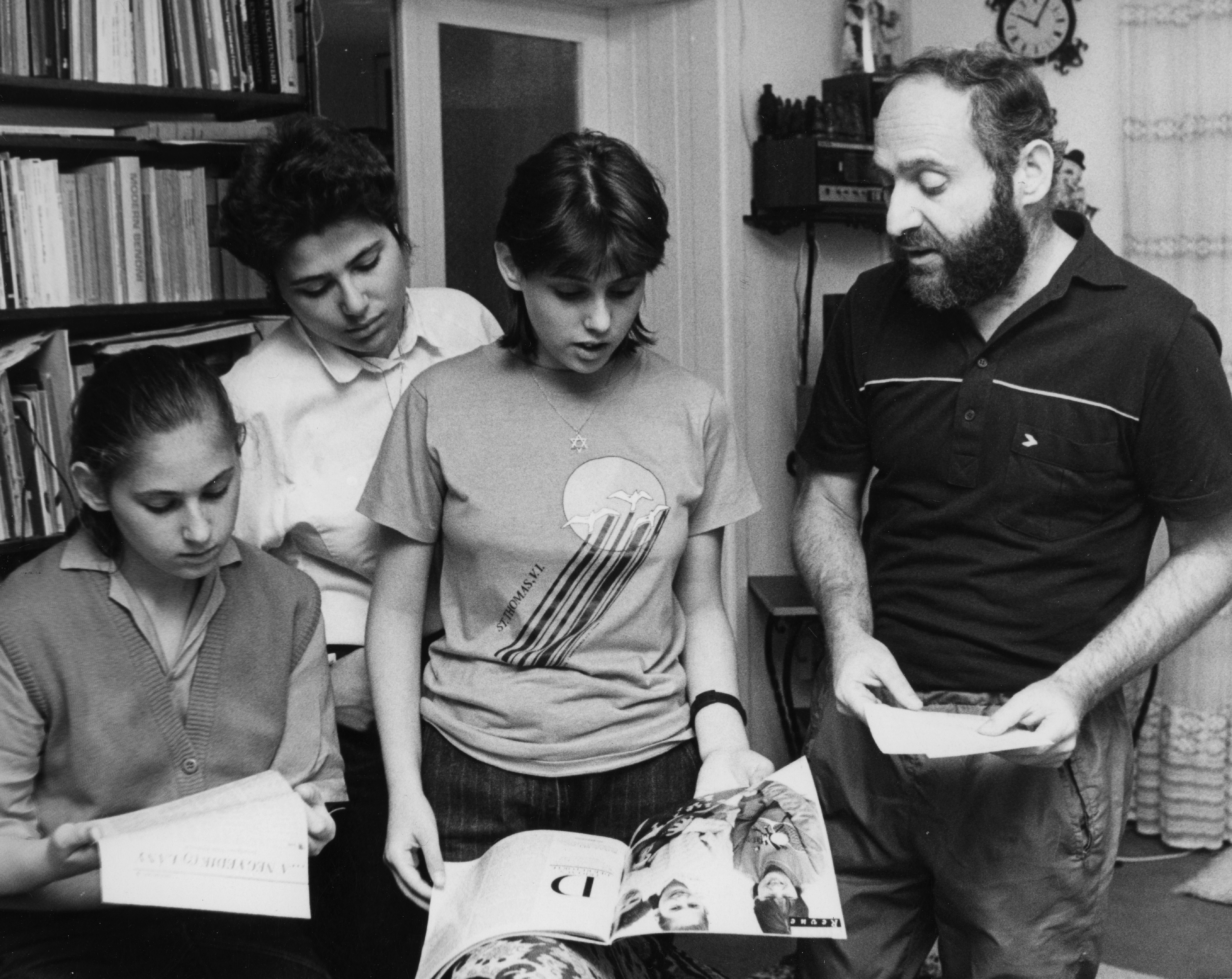
László Polgár et ses trois filles en 1989.

Alors étudiant, László s'intéresse aux histoires des génies et leur trouve un point commun : la plupart ont commencé très jeunes, et tous ont travaillé intensivement. Il est persuadé qu'en adoptant la bonne approche en matière d'éducation des enfants, on peut transformer n'importe quel enfant en un futur génie : « Un génie ne naît pas, mais il est éduqué et formé… Quand un enfant naît en bonne santé, c'est un génie potentiel ».
En 1965, à Budapest, après lui avoir écrit des lettres pendant des années, il rencontre Klára Alberger, née en 1946 dans la région de Transcarpathie en Ukraine. Cette professeur de langues s'intéresse déjà au projet pédagogique de Laslo.
Le 20 avril 1967, László et Klára se marient en URSS, et ils emménagent en Hongrie. Ils éduquent leurs trois filles à la maison, les initiant notamment aux échecs, mais aussi à l'espéranto, à l'allemand, au russe, à l'anglais et aux mathématiques avancées,. Parmi ces domaines, ils décident de pousser plus particulièrement les échecs, mais il est d'après eux possible de faire la même chose avec n'importe quel sujet : « Il faut commencer tôt, passer beaucoup de temps et donner beaucoup d'amour à ce sujet, mais nous nous avons choisi les échecs. Les échecs sont très objectifs et la progression est facile à mesurer ». Susan, leur fille, mentionne que les échecs ont été son propre choix : « Oui, il aurait pu nous orienter dans n'importe quel domaine, mais c'est moi qui ai choisi les échecs à quatre ans… J'aimais les pièces d'échecs, c'étaient comme des jouets pour moi ».
C'est en 1973 que Polgár commence à enseigner les échecs à sa fille aînée, Susan, alors âgée de quatre ans. Six mois plus tard, Susan entre dans le club d'échecs enfumé de Budapest, qui était bondé d'hommes âgés, et a commencé à battre quelques joueurs vétérans. Peu de temps après, elle remporte le tournoi féminin des moins de 11 ans de la ville avec un score parfait.
La famille vit dans un modeste appartement au cœur de Budapest, un appartement décrit comme un sanctuaire de la pratique permanente des échecs. Des milliers de livres d'échecs disposés sur des étagères, des trophées et des planches de diagrammes dans le salon, des fiches sur des parties passées, et même l'historique en tournois des compétiteurs potentiels.
László fait face à plusieurs obstacles :
- d'abord, la réticence des autorités hongroises, qui ne souhaitent pas que les filles soit exemptées d'école[3],[4]. Un policier armé est même envoyé chez les Polgar pour emmener Susan de force à l'école[7] ;
- ensuite, les organisateurs d'échecs hongrois, qui souhaitent que les filles Polgar ne jouent que dans des tournois féminins, alors que László souhaite qu'elles jouent contre des hommes, dont le niveau était plus élevé ;
- et enfin, le voisinage : les Polgar sont montrés du doigt par les voisins qui pensent que les filles sont privées d'enfance, et qu'elles travaillent toute la journée. Judit considère avec du recul que cela l'a rendue peu sociable, sur la défensive. La famille est également victime d'antisémitisme. Judit parle d'une anecdote où, à 12 ans, elle reçoit une lettre avec une photo de son père les yeux crevés.

En grande partie à cause de l'antisémitisme et des critiques qu'elle endure, la famille vit un temps en cercle fermé, mais reste soudée. Les filles parlent d'une enfance heureuse, et il n'y a pas de jalousie entre elles.
Pour Judit, son enfance est heureuse, baignée dans l'univers du jeu d'échecs. Dans cet environnement, et avec ses sœurs comme exemple, apprendre à jouer aux échecs et chercher à progresser est naturel. En 1981, Judit a 5 ans et parvient à battre son père aux échecs pour la première fois.
László pense que le talent inné n'est rien, et que le succès vient à 99 % de dur labeur. Suzan décrit son père comme un visionnaire qui voit toujours grand et qui pense que les gens peuvent faire beaucoup plus qu'ils ne le font réellement. Bien que Polgár ait été critiqué dans certains milieux pour avoir encouragé ses filles à se concentrer si intensément sur les échecs, celles-ci ont dit plus tard qu'elles avaient aimé cette enfance. Elles étaient elles-mêmes demandeuses, comme le montre cette anecdote : László trouva une fois Sofia dans la salle de bains au milieu de la nuit, un échiquier en équilibre sur ses genoux. « Sofia, laisse les pièces tranquilles ! » lui a-t-il dit. Elle répondit : « Papa, c'est elles qui ne me laissent pas tranquille ! »
Après avoir fait tomber l'idée reçue d'une supériorité masculine aux échecs, László souhaite en 1992 adopter des enfants du Tiers Monde, pour en faire des prodiges des échecs, et montrer que la supériorité aux échecs n'est pas une question de couleur de peau et que le talent n'est pas quelque chose d'inné. Selon Susan, c'est sa mère, plus réaliste concernant la responsabilité qu'entraine l'adoption d'un enfant, qui l'en dissuade.
Grâce à une atmosphère bienveillante et à l'attention de leurs parents, les trois enfants prodiges Polgar sont devenues trois adultes équilibrées aujourd'hui. Comme le note un journaliste du Guardian, certains enfants prodiges, comme Bobby Fischer, développent une instabilité psychologique une fois adulte, mais les trois sœurs Polgar s'en sortent très bien, à l'image de Judit qui est « toujours détendue, accessible et d'un équilibre alarmant, ayant réussi à jongler avec une carrière aux échecs de compétition avec deux jeunes enfants, dirigeant une fondation d'échecs  en Hongrie, écrivant des livres et développant des programmes éducatifs basés sur les échecs ».

## Publications sur les échecs
- Nevelj zsenit! («Comment élever un génie»), 1989.  (ISBN 963-01-9976-9)
- Chess: 5334 Problems, Combinations, and Games, 1994.  (ISBN 1-884822-31-2)
- Minichess, 1995.  (ISBN 963-450-805-7)
- Chess: Reform Chess, 1997.  (ISBN 3-89508-226-0)
- Chess: Middlegames, 1998.  (ISBN 3-89508-683-5)
- Chess: Endgames, 1999.  (ISBN 3-8290-0507-5)
- Királynõk és királyok. Sakk, Szerelem, Szex, 2004.  (ISBN 963-216-008-8)
- Salom haver: Zsidó származású magyar sakkozók antológiája, 2004.  (ISBN 963-214-570-4)
- PeCHESS ember elCHESSte, 2004.  (ISBN 963-86531-1-6)
- Polgar Superstar Chess, 2004.  (ISBN 963-216-009-6)
- Polgar Superstar Chess II, 2005.  (ISBN 963-86531-4-0)
- I Love Superstar Chess, 2005.  (ISBN 963-86738-5-0)
- Hatágú csillag. Sakk, képzõmûvészet és humor, 2005.  (ISBN 963-86531-5-9)
- Biztonság. Sakk és humor, 2005.  (ISBN 963-86531-9-1)
- Knight, 2005.  (ISBN 963-86738-2-6)
- Queens, 2005.  (ISBN 963-86738-0-X)
- Blanka: Miniaturaj sakproblemoj (White: Miniature chess problems), 2005.  (ISBN 963-86531-7-5)
- Sakkmat(t)ek. Sakk, matematika, humor, 2005.  (ISBN 963-86531-6-7)
- Eszperantó és sakk (Chess and Esperanto), 2006.  (ISBN 963-86738-7-7)
- La stelita stel', 2006.  (ISBN 963-87042-0-9)
- Barna Viktor Pályafutásom, 2013  (ISBN 978-963-9807-79-2)